# 教父2 (遊戲)
《教父 II》（英語：The Godfather II）是維瑟羅遊戲开发、 艺电於2009年4月发行的一款动作冒险游戏。該遊戲適用於Microsoft Windows 、 PlayStation 3和Xbox 360。该游戏改编自1974 年的电影《教父2》，也是2006年遊戲《教父》的续集。